# Ислам в Либерии
Ислам в Либерии является второй по численности верующих религией после христианства. По разным оценкам его исповедуют от 15 % до 30 % населения этой страны. Подавляющее большинство мусульман Либерии — сунниты, примерно 10 % от числа мусульман ахмадии, 9 % шииты. Ислам исповедуют такие этнические группы как ваи, мандинго и в меньшей степени гбенди, кпелле и другие.

## История
Ислам начал проникать на территорию Либерии в XVI веке после распада империи Сонгаи.
Вторая гражданская война в Либерии привела к разрушению мечетей и медресе в стране. В городах и сельской местности правительство и силы повстанцев разрушили многие мечети сторонников президента Тейлора, которые иногда имели значительную архитектурную ценность. Разрушение мечетей и массовые убийства мирных жителей привели к миграции беженцев в лагеря в Сьерра-Леоне, Ганы и других соседних странах. Мечети, а также исламские школы и университеты были вновь открыты и перестроены в столице Монровии и других городах после окончания второй гражданской войны.

## Описание
Мусульмане в Либерии исповедуют форму либерального ислама, находящегося под сильным влиянием местных традиционных религий. Религиозная практика варьируется в зависимости от городов и регионов. Молодые люди, особенно в городах, живут в более секуляризированном исламе. В сельской местности мусульмане более консервативны: они одеваются скромно, регулярно молятся и следуют исламским заповедям. Ислам в Либерии схож с суфийским исламом в Сенегале и Гамбии. Все главные исламские праздники празднуются: в Ураза-Байрам, в Рамадан и Курбан-Байрам. В последние годы мусульмане Либерии совершают хадж в Мекку.